# Käringharun
Käringharun är en ö nära Kirjais i Nagu,  Finland. Den ligger i Skärgårdshavet i Pargas stad i den ekonomiska regionen  Åboland i landskapet Egentliga Finland, i den sydvästra delen av landet. Ön ligger omkring 3 kilometer sydväst om Kirjais, 10 kilometer söder om Nagu kyrka, 43 kilometer söder om Åbo och omkring 170 kilometer väster om Helsingfors. Närmaste allmänna förbindelse är förbindelsebryggan vid Ytterstholm som trafikeras av M/S Cheri.
Öns area är 1,3 hektar och dess största längd är 160 meter i sydöst-nordvästlig riktning. Närmaste större samhälle är Nagu, 10,1 km norr om Käringharun.